# 圣母院广场-若望保禄二世广场
圣母院广场-若望保禄二世广场（Parvis Notre-Dame – place Jean-Paul-II）是法国巴黎的一个广场，位于城岛上的巴黎圣母院前方。它原名圣母院广场（place du Parvis-Notre-Dame），2006年为纪念在前一年去世的若望保禄二世去世，而改为现名，引发了争议。
该广场原来较小，目前的形状系法兰西第二帝国时期奥斯曼男爵改建巴黎的结果。

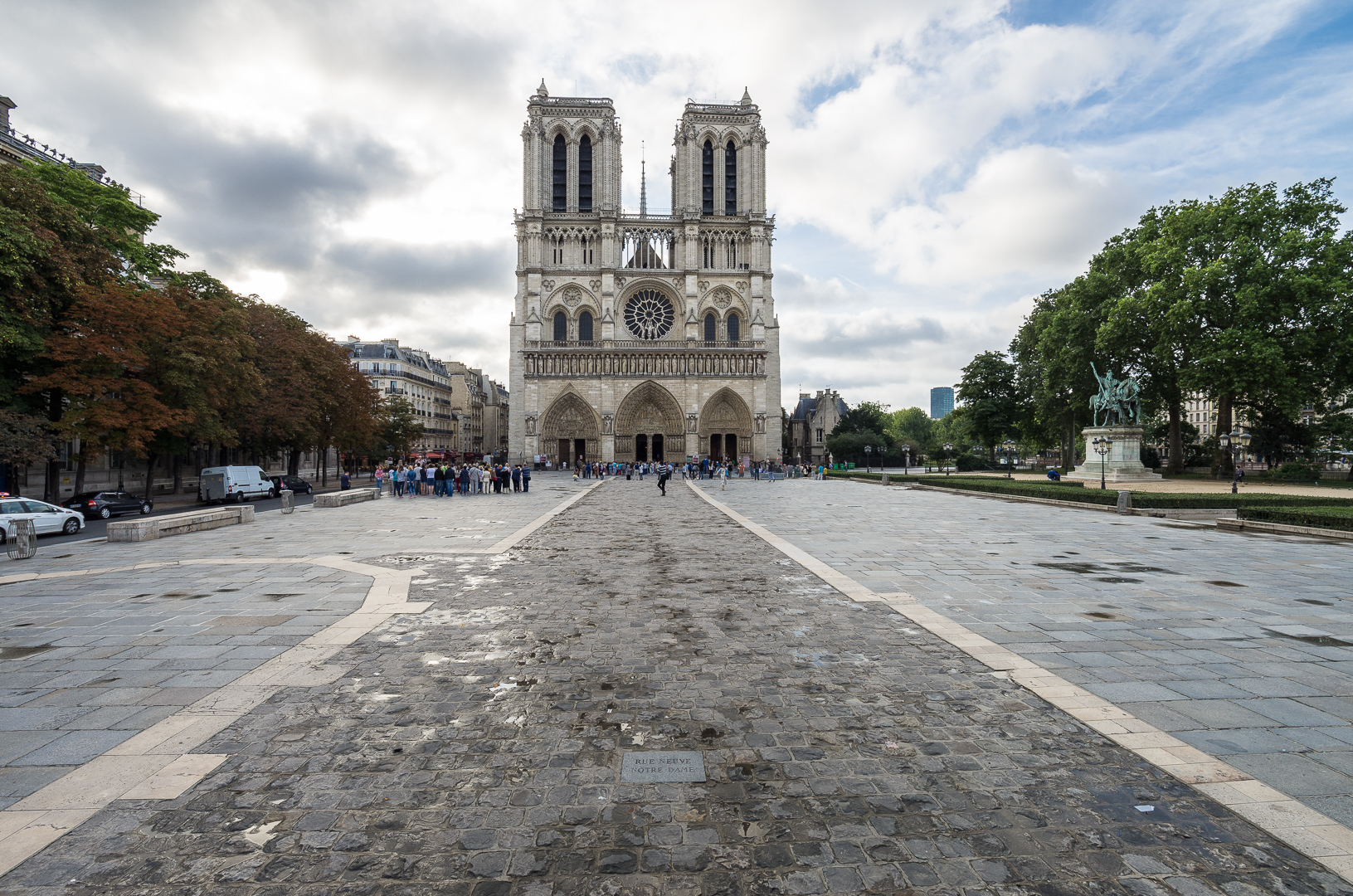
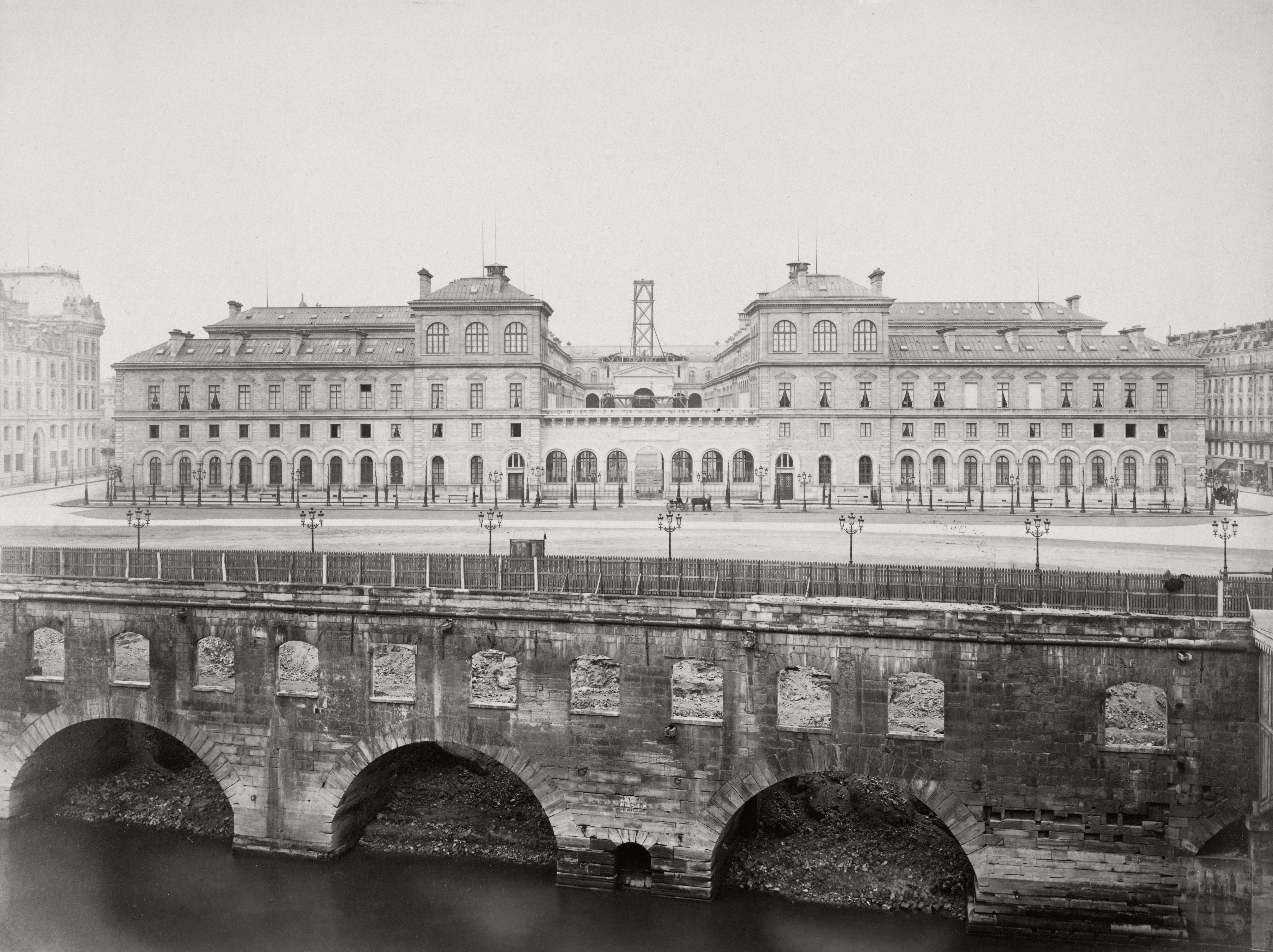
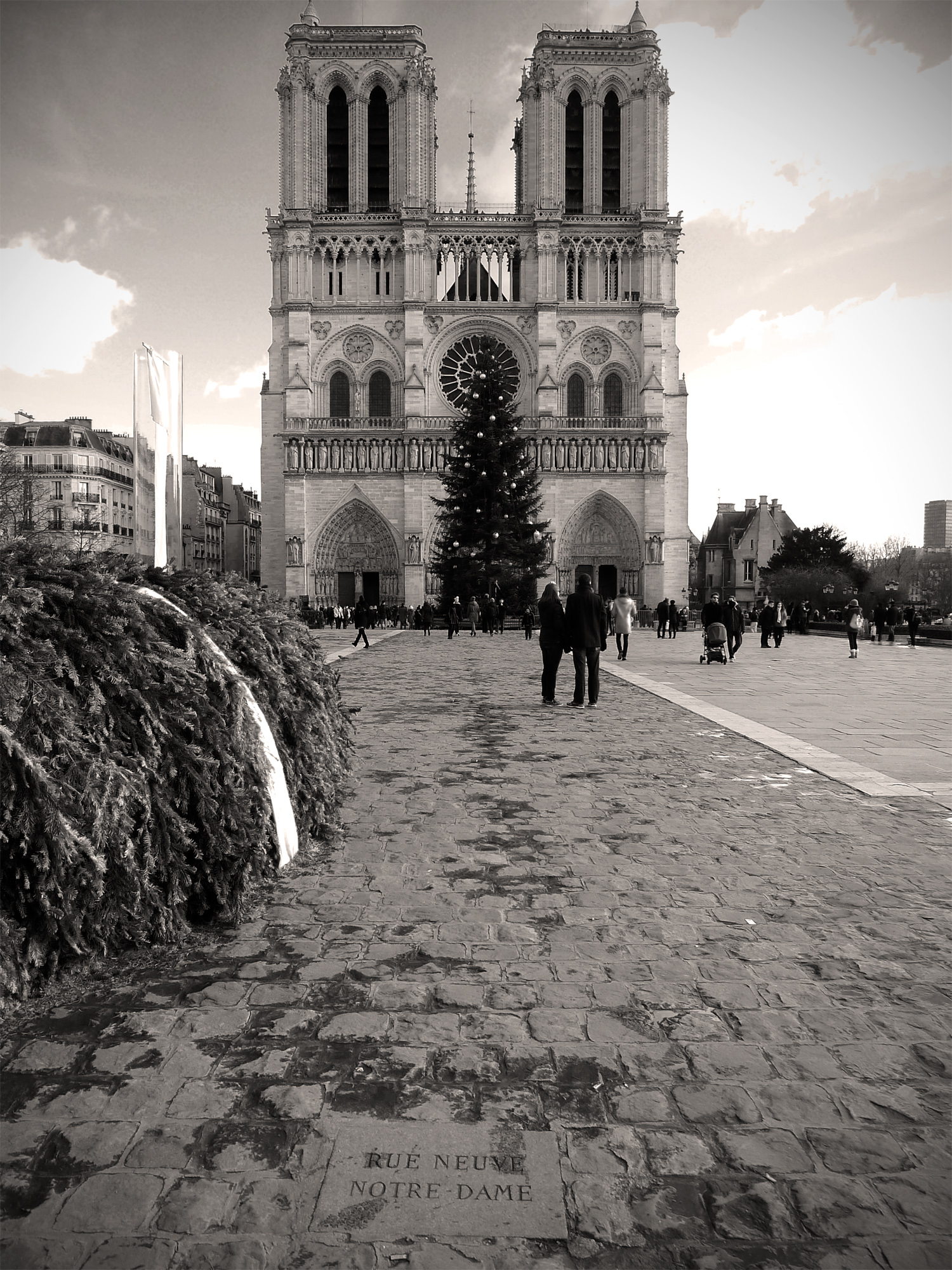
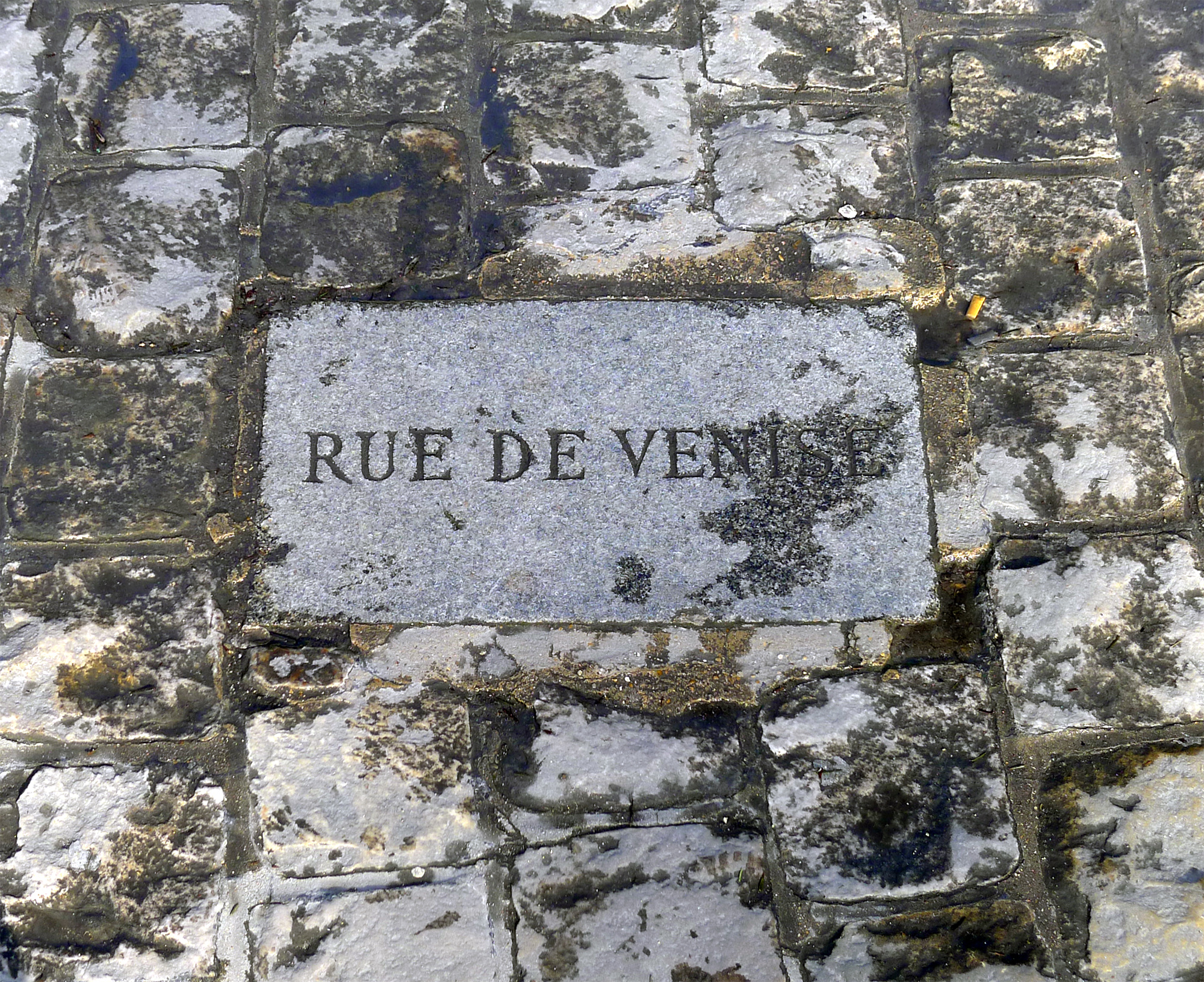
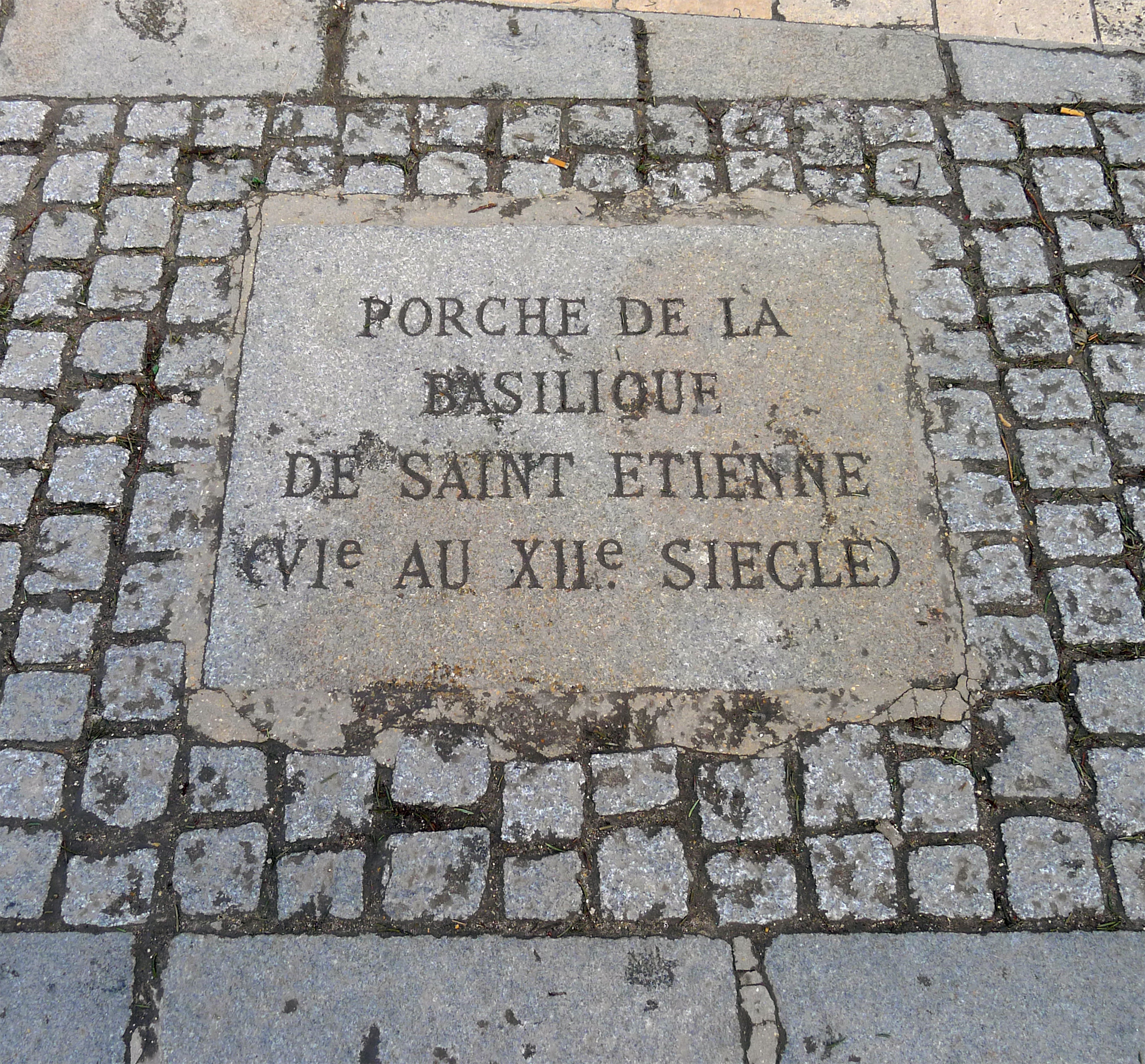
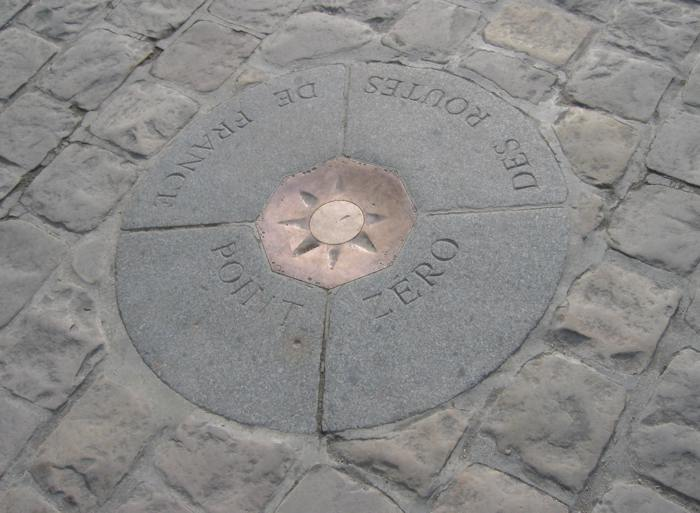
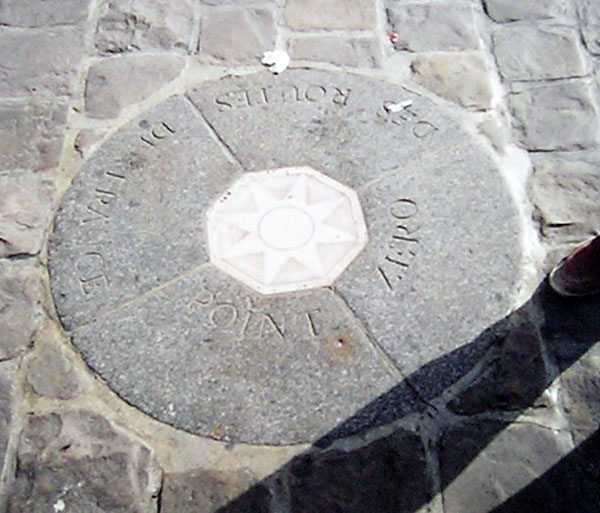
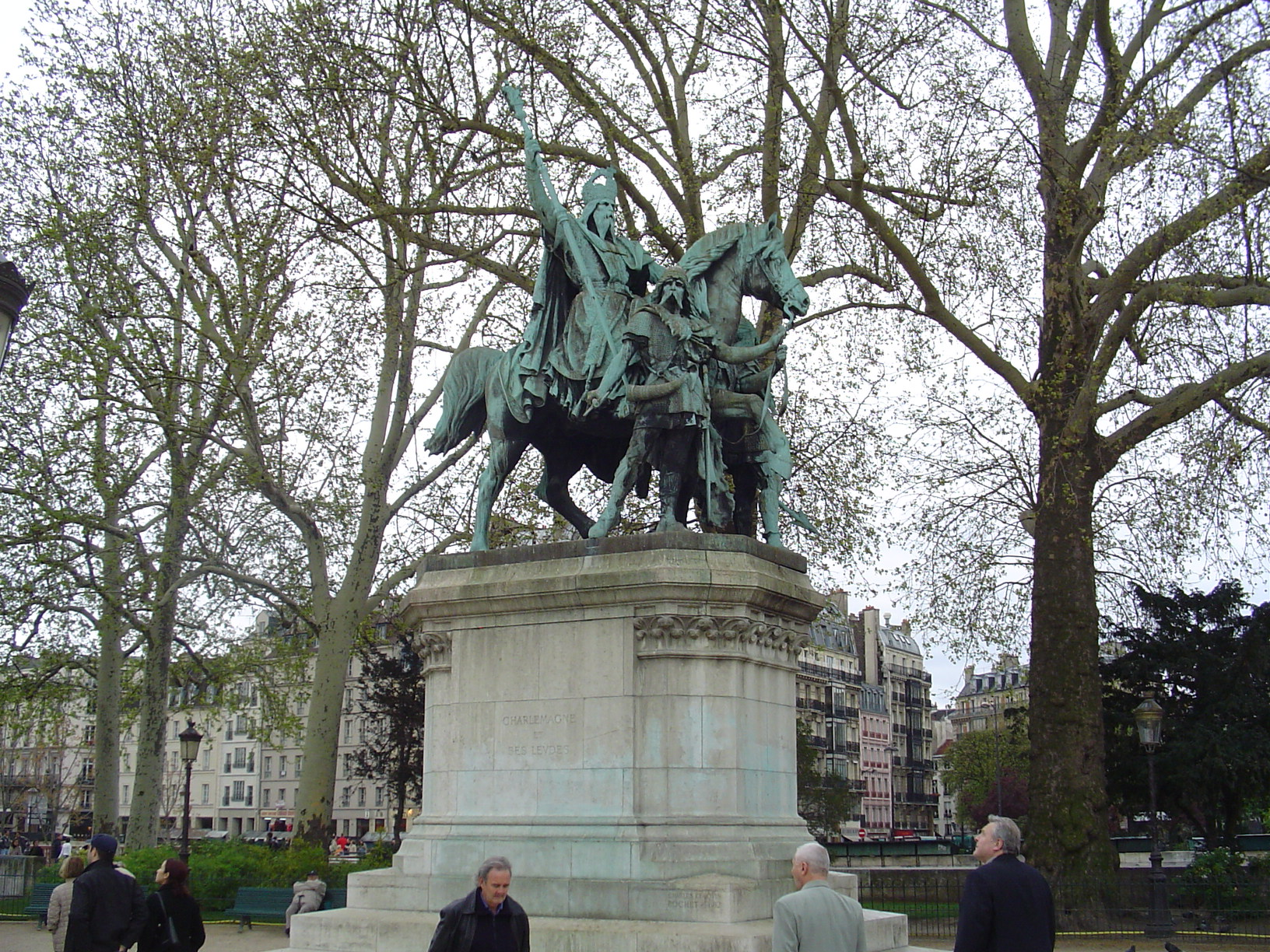
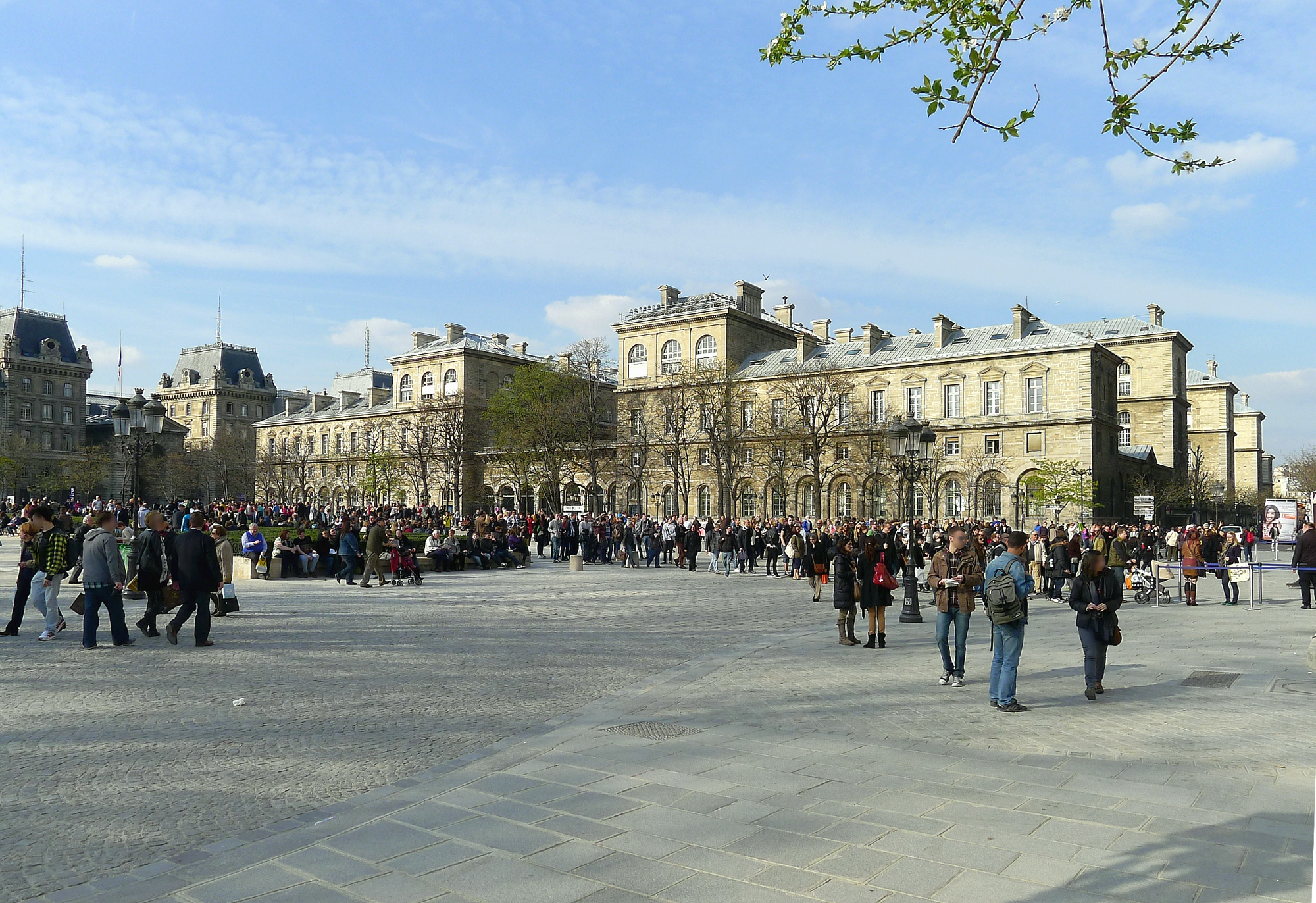

该广场是法国的公路原点所在地。